# Michael Dwyer
Michael Dwyer (Tralee, 1951 - Dublin, 1 de janeiro de 2010) foi um jornalista e crítico de cinema irlandês que escreveu para o The Irish Times por mais de 20 anos.
Dwyer foi fundamental para a fundação de dois festivais de cinema em Dublin e foi membro da diretoria do Irish Museum of Modern Art até pouco antes de sua morte. Ele apareceu muitas vezes em programas importantes de rádio do país, Morning Ireland e The Marian Finucane Show.